# Gemma La Guardia Gluck
Gemma La Guardia Gluck (New York, 24 aprile 1881 – New York, 1º novembre 1962) è stata una scrittrice e superstite dell'Olocausto statunitense, di origine ebraica italiana, poi vissuta in Ungheria.
La sua autobiografia, pubblicata nel 1961, racconta la sua esperienza di sopravvissuta al campo di concentramento di Ravensbrück, ma offre anche vivide memorie sull'infanzia trascorsa in America con i genitori e il fratello Fiorello La Guardia, il futuro primo sindaco italoamericano di New York.

## Biografia
Gemma La Guardia (o LaGuardia come il cognome viene normalmente scritto negli Stati Uniti) nasce a New York il 24 aprile 1882. Suo padre Achille La Guardia è un immigrato italiano originario di Foggia e di famiglia cattolica; di professione è musicista e nel 1885 diventa direttore della banda dell'11 U.S. Infantry. La madre è Irene Coen Luzzatto, un'ebrea italiana originaria di Trieste, nipote per ramo materno di Samuel David Luzzatto. Gemma (con i fratelli Fiorello, nato nel 1882, e Richard, nato nel 1885) segue la famiglia nei vari luoghi dove il padre è inviato per servizio: a Fort Sully (Dakota del Sud), Watertown (New York) e infine in Arizona. Riceve fin da piccola dal padre una solida educazione musicale e da parte della madre eredita la ricchissima tradizione poliglotta mitteleuropea.
Nel 1898 il padre, gravemente ammalatosi durante la guerra ispano-americana, lascia l'esercito americano, e la famiglia si trasferisce nella casa materna di Trieste, nell'allora Impero austro-ungarico. Dopo la morte del padre nel 1904 la famiglia si trasferisce a Budapest dove Gemma dà lezioni di inglese e sposatasi nel 1908 con un ebreo ungherese, Herman Gluck, vi si stabilisce permanentemente, insieme alla madre che lì morirà nel 1915 e sarà sepolta. Fiorello e Richard invece tornano a New York. Fiorello vi completerà gli studi e comincerà la sua carriere politica. Richard morirà di un attacco cardiaco nel 1927.
La vita di Gemma trascorre senza particolari eventi a Budapest tra le due guerre. Il marito ha un importante incarico in una banca di Budapest. Nascono le due figlie: la primogenita Yolanda Gluck Denes (nata nel 1911) sposatasi vive in Ungheria, mentre Irene Gluck (nata nel 1918) emigra negli Stati Uniti. Con lo scoppio della seconda guerra mondiale, assieme ad altri milioni di ebrei, la famiglia rimane travolta dalla tragedia dell'Olocausto.
Il 7 giugno 1944 Gemma La Guardia Gluck, identificata come sorella di Fiorello La Guardia, allora famoso e influente sindaco di New York, fu arrestata dai nazisti assieme al marito, alla figlia e al genero e al nipotino. Fu detenuta dapprima a Mauthausen con il marito e poi dal 19 giugno 1944 internata nel campo di concentramento di Ravensbrück, dove a sua insaputa erano stati condotti anche la figlia e il nipotino. I nazisti risparmiarono a Gemma gli obblighi di lavoro forzato nella speranza di poterla usare per uno scambio di prigionieri, che mai avvenne. Le due donne (e il nipotino) sopravvissero alla prigionia, non così i loro mariti, entrambi periti a Mauthausen. Dopo la guerra, fecero domanda di emigrare negli Stati Uniti. Con la morte del marito Gemma aveva riottenuto la cittadinanza americana, ma la figlia e il nipotino come cittadini ungheresi si trovarono di fronte all'iniziale opposizione delle autorità americane e ad estenuanti attese, prima a Berlino e poi in Danimarca. Fiorello, legatissimo alla sorella ma fedele al suo atteggiamento integerrimo, aiutò in ogni possibile modo i propri familiari ma si oppose che a loro fosse applicato alcun favoritismo; alla fine, nel maggio 1947, la famiglia poté riunirsi a New York, pochi mesi prima della morte di Fiorello.
Gemma trascorse gli ultimi anni della sua vita in un modesto appartamento nel Queens. Appena giunta a New York nel 1947 scrisse un libro di memorie (My Story) che fu pubblicato nel 1961 a cura di S. L. Shneiderman (il volume è stato ripubblicato nel 2007 a cura di Rochelle G. Saidel con il titolo di Fiorello's Sister: Gemma La Guardia Gluck's Story). È un'importantissima testimonianza sulle vicende di una famiglia ebrea ungherese vittima dell'Olocausto e sulle terribili condizioni di vita nel campo di concentramento di Ravensbrück, ma offre anche vivide memorie sull'infanzia trascorsa in America con il fratello Fiorello e i genitori.

## Opere
- Gemma La Guardia Gluck. My Story, ed. S. L. Shneiderman (1961)
  - Gemma La Guardia Gluck, Fiorello's Sister: Gemma La Guardia Gluck's Story, ed. Rochelle G. Saidel (Syracuse University Press, 2007)